# Nationaal park Nouabalé-Ndoki
Het nationaal park Nouabalé-Ndoki is een nationaal park van 3.921 km² in het noordwesten van de Republiek Congo, gelegen in het noorden van het departement Sangha.

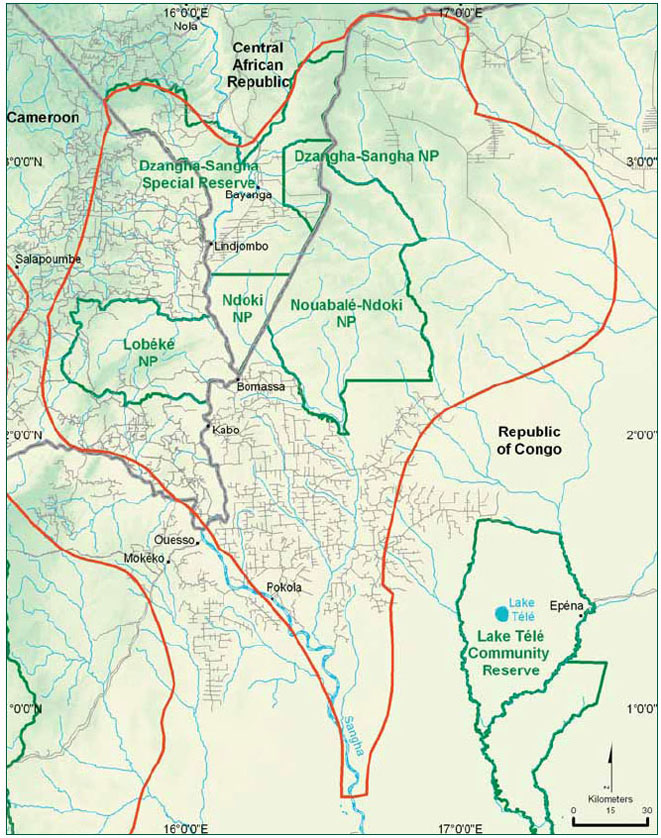
Situering van het NP Nouabalé-Ndoki ten opzichte van de andere parken en natuurgebieden die deel uitmaken van Sangha Trinational

Het nationaal park werd in 1993 opgericht. Een groot deel van het parkgebied is niet beïnvloed door menselijke activiteit en beschikt over een breed scala van vochtige tropische bosecosystemen, met een rijke flora en fauna, met inbegrip van de nijlkrokodil (Crocodylus niloticus) en de roofvis Hydrocynus goliath. Het park is de thuisbasis van grote populaties bosolifanten (Loxodonta cyclotis), de bedreigde westelijke laaglandgorillas (Gorilla gorilla gorilla) en bedreigde chimpansees. In het park bevindt zich ook Mbeli Bai, een 13 hectare grote moerassige open plek die een trekpleister is voor onder meer de voornoemde bosolifanten.
Het park Sangha-Nouabalé-Ndoki is een Ramsar Wetland gebied sinds 4 maart 2009. Het nationaal park is omwille van de bescherming van de dichte Afrikaanse bossen van het Kongobekken ook onderdeel van de ecoregio Noordwestelijke Congolese laaglandbossen.
Het nationaal park Nouabalé-Ndoki werd in 2012 tijdens de 36e sessie van de Commissie voor het Werelderfgoed als onderdeel van het "Sangha Trinational" toegevoegd aan de lijst van UNESCO natuurerfgoed. De aangrenzende en aaneengesloten parken Dzanga-Ndoki in de Centraal-Afrikaanse Republiek en Lobéké in Kameroen vormen samen dit Sangha Trinational bosgebied met een totale grootte van ongeveer 750.000 hectare. 